# Hugo Gagnelius
Anders Hugo Gagnelius, född 21 januari 1901 i Backaryds socken, Blekinge län, död 23 juli 1992, var en svensk målare.
Han var son till lantbrukaren Jarl J. Andersson och Sofia Andersson. Gagnelius arbetade först inom ett borgerligt yrke men övergick 1948 till att arbeta som konstnär på heltid. Han inledde sina konststudier 1920 med kortare perioder på olika målarskolor samt studieresor till bland annat Ryssland, Tyskland Italien, Frankrike och Afrika. Hans konst består av aktstudier och landskap i pastell, akvarell eller olja med bred palettknivsteknik. Separat ställde han ut i Stockholm ett flertal gånger.  